# PSA Serie DT
I PSA Serie DT sono una famiglia di motori diesel per uso automobilistico prodotto dal 2004 al 2015 dalla joint-venture tra la sussidiaria tedesca del colosso automobilistico statunitense Ford e il gruppo automobilistico francese PSA.

## Caratteristiche e versioni
Questi motori sono stati progettati e realizzati dalla joint-venture tra Ford e Gruppo PSA, anzi, rappresentano il fiore all'occhiello della produzione di motori diesel nati da tale collaborazione.

Si tratta di motori V6 con angolo di 60° tra le bancate. Il monoblocco è in ghisa grafitica compattata, una tecnologia atta a rendere strutturalmente più rigido il propulsore e nel contempo di renderlo più leggero senza ricorrere alla lega in alluminio. La testata è invece in lega di alluminio con condotti di aspirazione a controllo elettronico, ed è a 4 valvole per cilindro. Sempre all'insegna della leggerezza, gli assi a camme (due in testa per bancata) sono cavi.

Questo motore, essendo nato per essere montato su vetture di classe alta e medio-alta, è stato progettato anche in funzione di un elevato comfort di marcia, e quindi sono stati presi numerosi accorgimenti per renderlo silenzioso, come per esempio l'utilizzo di coperchi della distribuzione in materiale composito fonoassorbente oppure l'utilizzo di iniettori piezoelettrici che effettuano a ogni ciclo più iniezioni multiple. Tale tecnica serve a rendere meno rumoroso il motore e inoltre ottimizza i consumi e riduce le emissioni nocive.

Sono esistite due versioni di questi motori: la prima è stata un 2.7 litri, che nel 2009 è stata poi affiancata e in seguito sostituita da una nuova versione da 3 litri, che al di là della cilindrata più alta è anche tecnologicamente più avanzata. Rimanendo in tema di iniezione, l'alimentazione è a iniezione diretta con tecnologia common rail di seconda generazione e con pressione di alimentazione di 1650 bar.

### DT17
Il motore DT17 è la versione da 2.7 litri, la prima a debuttare tra le due. Essa è sovralimentata da due turbocompressori a geometria variabile, uno per bancata, coadiuvati ognuno da un intercooler per lo scambio di calore con l'esterno.

Per quanto riguarda le dimensioni, questo motore presenta misure di alesaggio e corsa pari a 81x88 mm, per una cilindrata totale di 2720 cm³.

Con un rapporto di compressione di 17,3:1, il propulsore raggiunge una potenza massima di 204 CV a 4000 giri/min, con un picco di coppia motrice pari a 435 Nm a 1900 giri/min.

Il motore DT17 è stato utilizzato su modelli alti o medio-alti del Gruppo PSA, ma anche su modelli delle Case britanniche Jaguar e Land Rover, poiché queste ultime sono appartenute fino al 2008 al Gruppo Ford (rispettivamente dal 1989 e dal 2000). Nel caso del Gruppo Ford, il motore PSA DT17 è stato incluso nella famiglia dei motori Lion AJD assieme alla versione V8, riservata solo al colosso americano.

Le applicazioni di questo motore sono le seguenti:
- Peugeot 407 2.7 HDi berlina, SW e coupé (2004-11);
- Peugeot 607 2.7 HDi (2005-10);
- Citroën C5 Mk2 2.7 HDi (2008-09);
- Citroën C6 2.7 HDi (2005-09);
- Jaguar S-Type 2.7 D (2004-07);
- Jaguar XF 2.7 D (2008-09);
- Jaguar XJ 2.7 D (2006-09).

#### Altre varianti del DT17
Esiste una variante a singolo turbocompressore con singolo intercooler. Il turbocompressore utilizzato è però differente da quello usato nelle versioni biturbo, poiché privilegia maggiormente la coppia motrice ai bassi regimi. Tale versione eroga 190 CV a 4000 giri/min, con coppia massima di 445 N·m a 1900 giri/min. Questa versione è stata utilizzata su:
- Land Rover Discovery Mk3 2.7 TdV6 (2004-09);
- Range Rover Sport 2.7 TdV6 (2006-09).

### DT20C
Nel 2009 viene introdotta la nuova versione dei motori DT, denominata DT20C. Tale motore fa parte di una piccola sottofamiglia comprendente anche il 3 litri AJD-V6 Gen III-S, che praticamente è la variante utilizzata dal gruppo Ford per alcuni suoi modelli, primo fra tutti la Jaguar XF. Per la verità, al momento del debutto di questo motore, proprio sulla berlina inglese, la Jaguar è ormai nell'orbita di Tata Group, ma nel periodo in cui essa era invece sotto il colosso statunitense, aveva acquisito i diritti all'utilizzo del 2.7 e dei motori eventualmente derivanti, tra cui proprio il 3 litri in oggetto.
Qui, come nell'unità utilizzata da Ford, le misure di alesaggio e corsa sono cresciute rispettivamente a 84x90 mm, per una cilindrata complessiva di 2993 cc. Ma le novità maggiori sono ben altre. Questo motore, molto più raffinato e tecnologicamente evoluto rispetto al 2.7 litri, è stato progetto per limitare al massimo le dispersioni energetiche e ottenere quindi un maggior rendimento termico, da cui conseguono minori consumi e minori emissioni inquinanti.

È stata cura dei progettisti affinare il motore affinché possa soddisfare le normative Euro 5. C'è da dire che il motore DT20C, ossia quello utilizzato prevalentemente dal gruppo PSA, è il meno raffinato rispetto a quello da 275 CV utilizzato esclusivamente dalla Jaguar, ma rappresenta comunque un notevole passo in avanti rispetto al precedente 2.7. In questo nuovo motore vengono riprogettate le camere di scoppio, ottimizzate allo scopo di evitare turbolenze indesiderate, ma solo quelle necessarie all'ottimale riempimento dei cilindri. Questa è forse la maggiore tra le novità volte a ottimizzare il rendimento termico del motore. Ciò ha permesso di abbassare il rapporto di compressione, sceso a 16:1. Viene utilizzato un sistema di iniezione common rail di nuova generazione, con pressione di alimentazione pari a 2000 bar e iniettori piezoelettrici a sette fori. Il sistema di sovralimentazione, sempre biturbo, è stato riprogettato per migliorare la risposta ai bassi regimi. Ai bassi regimi, stavolta, vi è una turbina a geometria variabile, di grosse dimensioni, ma a bassa inerzia, mentre a regimi medio-alti entra in funzione una seconda turbina di tipo tradizionale e di dimensioni più ridotte.

La potenza massima di questo motore raggiunge 241 CV a 3800 giri/min, con un picco di coppia pari a 450 N·m tra 1600 e 3600 giri/min. Questo motore è stato montato su:
- Peugeot 407 Coupé 3.0 HDi (2009-12);
- Citroën C5 Mk2 3.0 HDi (2009-13);
- Citroën C6 3.0 HDi (2009-12);
- Jaguar XF 3.0D (2009-15);
- Jaguar XF Sportbrake 3.0D (2012-15).